# Filip Watteeuw
Pour les articles homonymes, voir Watteeuw.
Filip Watteeuw, né le 10 septembre 1962 à Moorslede est un homme politique belge flamand, membre de Groen.

## Fonctions politiques
- Député au Parlement flamand :
  - du 7 juin 2009 au 31 décembre 2012